# Арсенид тримеди
Арсенид тримеди — бинарное неорганическое соединение
меди и мышьяка с формулой Cu3As,
тёмно-серые кристаллы.

## Получение
- В природе встречается минерал домейкит — Cu3As с примесями Sb и S [1].
- Спекание стехиометрических количеств чистых веществ:

{\displaystyle {\mathsf {3Cu+As\ {\xrightarrow {830^{o}C}}\ Cu_{3}As}}}

## Физические свойства
Арсенид тримеди образует тёмно-серые кристаллы
тригональной сингонии,
пространственная группа P 3c1,
параметры ячейки a = 0,7088 нм, c = 0,7232 нм, Z = 6.